# La Colonia, Puebla
La Colonia är en ort i Mexiko.   Den ligger i kommunen Teteles de Avila Castillo och delstaten Puebla, i den sydöstra delen av landet, 180 km öster om huvudstaden Mexico City. La Colonia ligger 1 893 meter över havet och antalet invånare är 150.
Terrängen runt La Colonia är lite bergig, och sluttar norrut. Runt La Colonia är det tätbefolkat, med 343 invånare per kvadratkilometer. Närmaste större samhälle är Teziutlan, 10,2 km öster om La Colonia. Omgivningarna runt La Colonia är en mosaik av jordbruksmark och naturlig växtlighet.